# 67P/Churyumov-Gerasimenko
67P/Churyumov-Gerasimenko es un cometa  descubierto en 1969 por el científico soviético Klim Ivánovich Churiúmov, estudiando las fotografías de Svetlana Ivánovna Guerasimenko, también científica soviética. Tiene  un periodo orbital de 6,6 años. Este cometa fue el destino de la misión espacial europea Rosetta, lanzada el 2 de marzo de 2004.

## Características del cometa
Churyumov-Gerasimenko está formado por dos lóbulos que, antes de la llegada de Rosetta, se calculaba que tenían un valor global aproximado de 3×5 kilómetros. Tarda 12,4 horas en dar una vuelta sobre su eje. Anteriormente el valor medido era de 12 horas.

## Descubrimiento

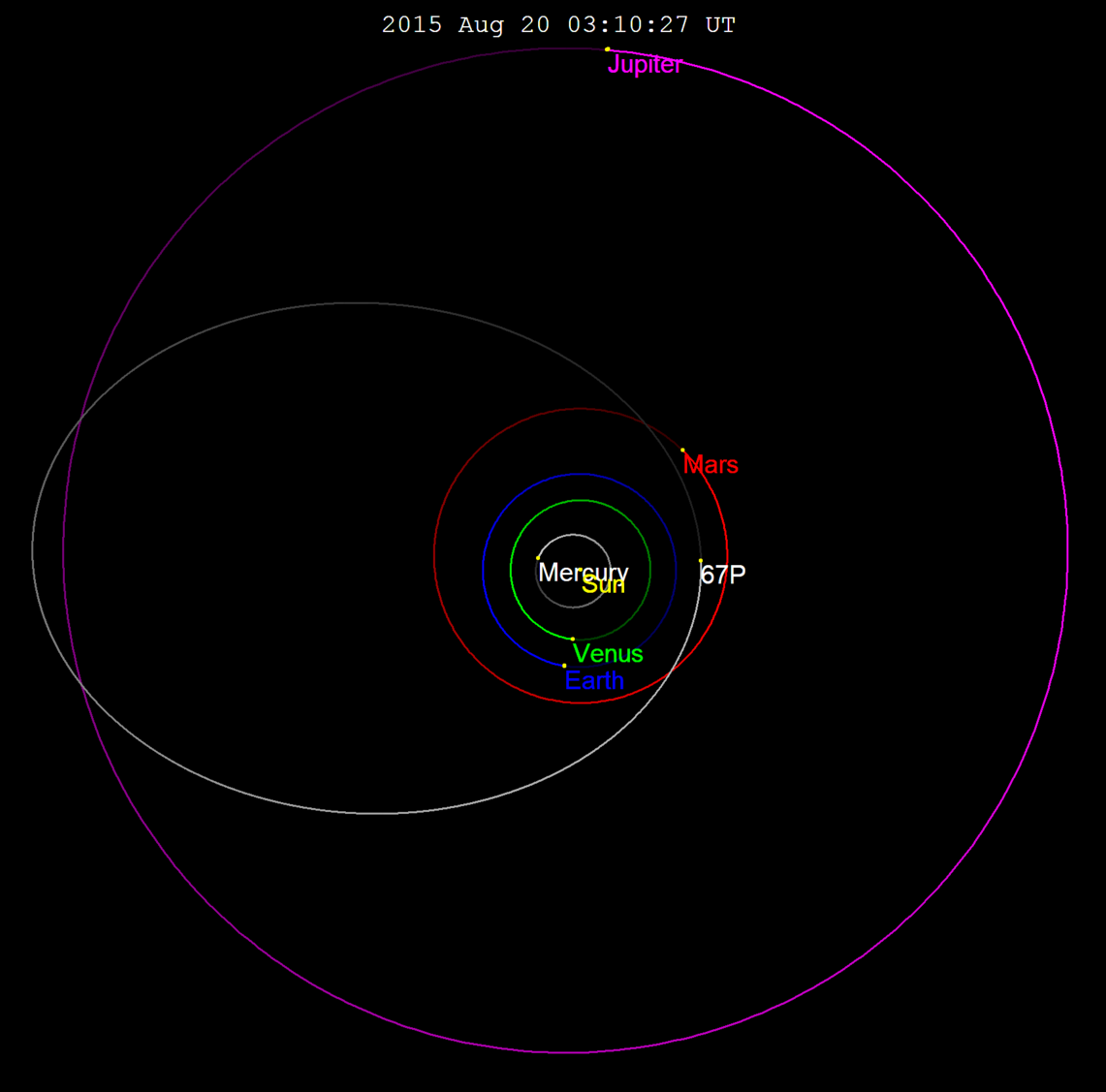
Perihelio de la órbita del cometa 67P

Este cometa fue descubierto por Klim Ivánovich Churiúmov examinando placas fotográficas del cometa periódico 32P/Comas Solá obtenidas por Svetlana Ivánovna Guerasimenko el 11 de septiembre de 1969 en el Instituto Astrofísico de Almá-Atá (hoy Almatý). K.I. Churiúmov encontró un objeto cometario cerca del borde de la placa suponiendo que se trataba del cometa descubierto por Comas Solá. Cuando regresó a su institución de investigación en Kiev, se procedió a un examen más detallado de las placas fotográficas.
Un mes más tarde se anunció que el cometa descubierto en dicha placa era un objeto nuevo, dado que se encontraba a 1,8 grados de la posición esperada para el cometa de Comas Solá. Este cometa podía verse también en la placa fotográfica en la posición esperada aunque con un brillo muy reducido.

## Exploración del cometa
Como parte de la preparación de la misión Rosetta, el telescopio espacial Hubble obtuvo una serie de observaciones de alta resolución de este cometa el 12 de marzo de 2003. Un modelo aproximado tridimensional del núcleo de este cometa fue realizado por ordenador a partir de las imágenes obtenidas en diferentes ángulos de visión y se muestra en la imagen de la derecha.
En julio de 2014, la sonda Rosetta estaba acercándose al cometa lo suficiente como para tomar fotografías con mucho mayor detalle, que mostraron que se trata de un cuerpo bastante diferente a lo que se conocía anteriormente: el cometa tiene una forma irregular con dos partes bien diferenciadas en contacto entre sí, una parte en forma de bulbo y otra parte más alargada.
El 12 de noviembre de 2014, Philae aterrizó sobre su superficie, enviando sus primeras fotos a la Tierra, aunque al ser un aterrizaje fallido, se perdió el contacto con la sonda, quedando solamente el orbitador Rosetta para estudiar el cometa.
Muchos fueron los resultados científicos que proporcionó la sonda, incluyendo algunos que desmoronaron teorías anteriormente completamente aceptadas.
Destaca el resultado que arrojó el instrumento Rosina, analizando el agua de la cola del cometa. La teoría generalmente aceptada hasta antes de estas mediciones, era que el agua de la tierra proviene de los cometas, cuando cayeron sobre la tierra aportando el agua que contenían. Esta teoría fue desmentida al comprobarse que la composición de isótopos y otros elementos del agua del cometa es completamente diferente a la composición de los océanos de la tierra. Frente a estos resultados, y de forma preliminar, surgió la teoría de que el agua de los océanos fue aportada por los asteroides, al no haber sido por los cometas.

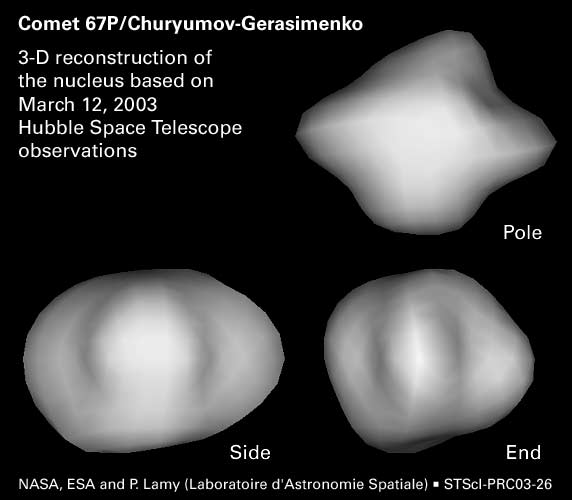
Modelos 3D del núcleo del cometa 67P basados en datos de 2003 del telescopio espacial Hubble.

Otro importante resultado fue conseguido al medir el magnetismo del cometa con el uso conjunto de un instrumento en Rosetta y otro en Philae. Mientras Philae descendía sobre el cometa, e incluso luego de los rebotes, el ascenso y el nuevo descenso, se midió el magnetismo tanto en Philae como en Rosetta.
El resultado fue la conclusión de que el cometa carece de campo magnético.
En la sonda principal (Rosetta) la medición fue hecha por el sensor MAG del instrumento RPC, y en Philae por el instrumento ROMAP.
Si es que el cometa tuviese campo magnético, las mediciones de Philae al acercarse al cometa tendrían que haber ido en aumento, y exactamente lo contrario al alejarse. Sin embargo, tanto Philae como Rosetta arrojaron el mismo magnetismo en todo momento, lo que indica que se trata de un magnetismo general de la zona, seguramente causado por el viento solar.
Anteriormente estaba aceptada la hipótesis de que el campo magnético de pequeños objetos, al momento de la formación del sistema solar hace más de 4000 millones de años, jugaron un rol importante en los acontecimientos hasta llegar a la forma actual. Sin embargo, con este descubrimiento puede descartarse esa hipótesis.
Por supuesto, si el cometa 67P/Churyumov-Gerasimenko es un cometa atípico, todos estos descubrimientos no pueden ser extrapolados a todo el sistema solar.
Posteriormente se planificó el desarrollo de una sonda para el retorno de muestras desde el cometa. En diciembre de 2017, el proyecto CAESAR salió finalista para la siguiente sonda del programa New Frontiers de la NASA, y a mediados o finales de 2019 se definirá si el proyecto va adelante o no.

## Historia orbital
El cometa Churyumov-Gerasimenko ha tenido un desarrollo orbital bastante inusual. Los cometas ven alteradas sus órbitas debido a encuentros cercanos con los planetas exteriores Júpiter o Saturno. En el caso de este cometa, se ha podido calcular que anteriormente a 1840 era completamente inobservable, debido a la distancia de su perihelio de 4,0 ua. En aquel momento, Júpiter se encontraba a una distancia del cometa de 3,0 ua. Más tarde, en el año 1959, un segundo encuentro con Júpiter lo aproximó a una órbita más cercana, de tan solo 1,28 ua, donde se encuentra en la actualidad.

## Galería

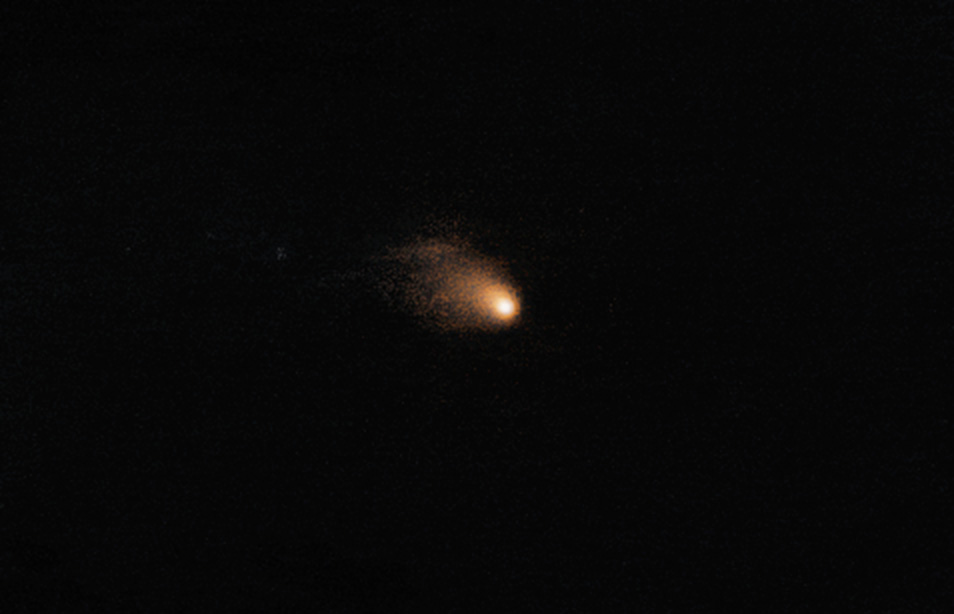
La mancha brillante, borrosa en el centro de esta imagen, es el cometa conocido como 67P.
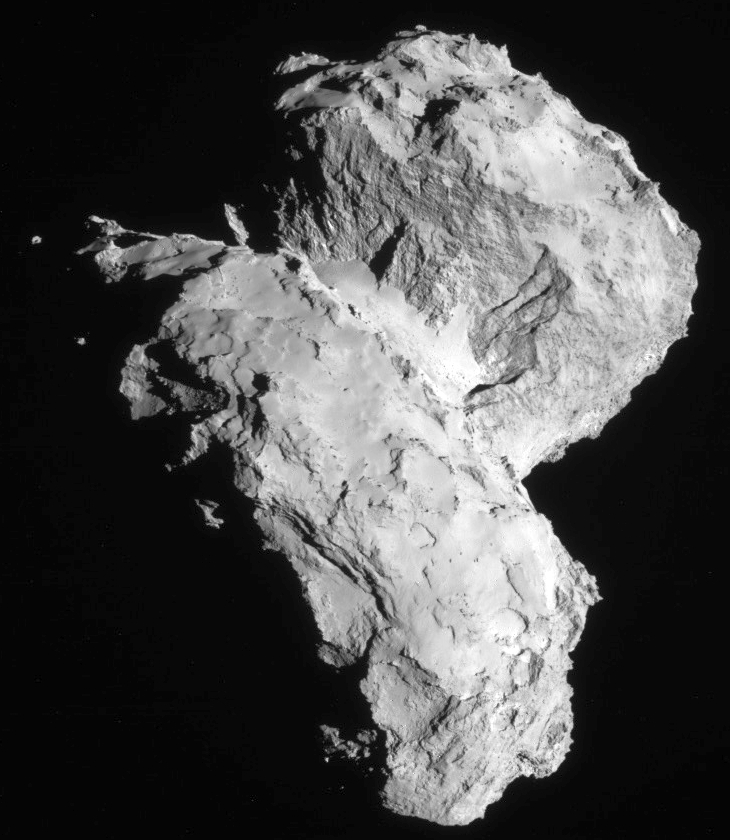
Vista del cometa desde Rosetta el 22 de agosto de 2014.
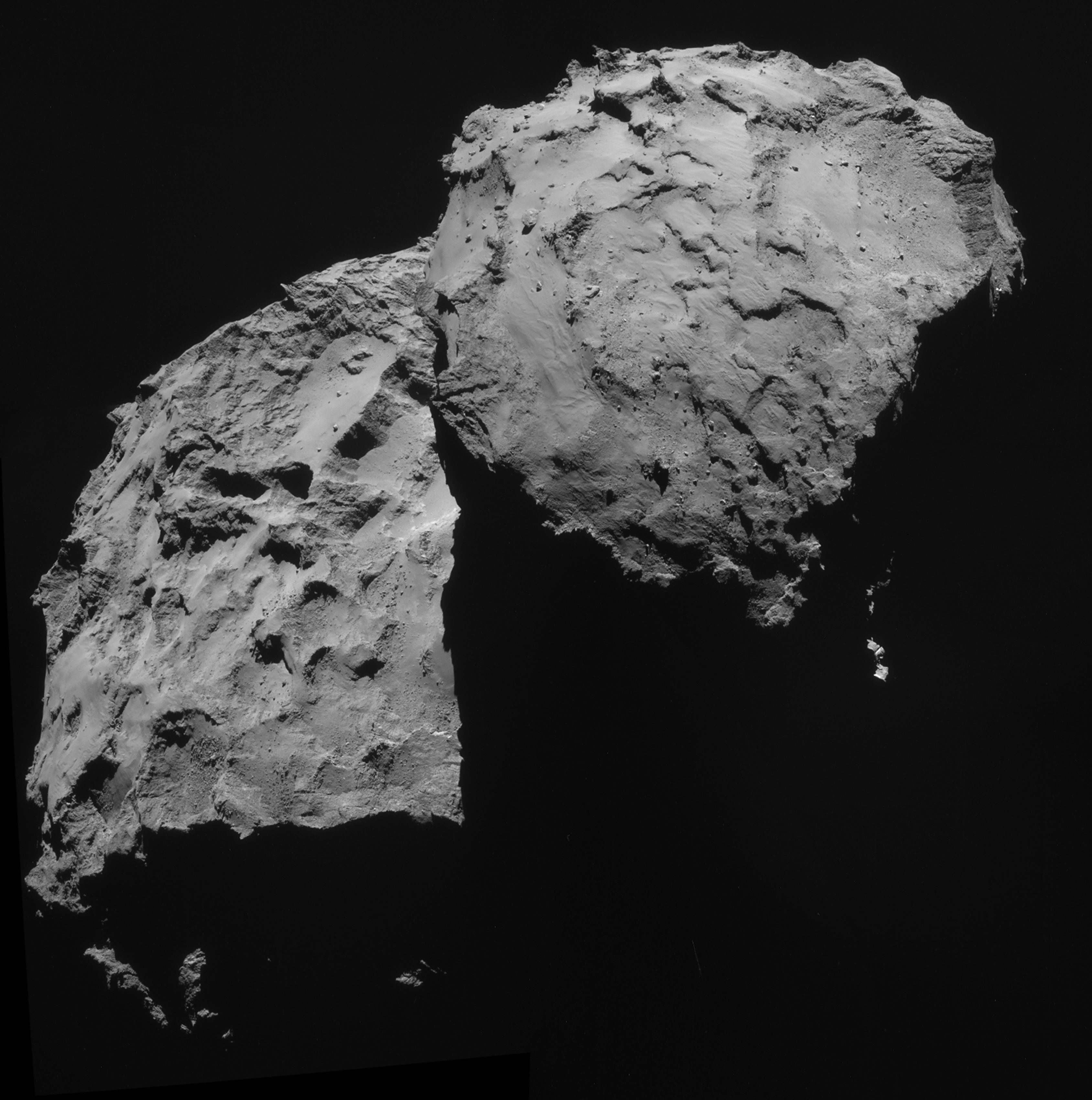
Vista del cometa desde Rosetta el 14 de septiembre de 2014.
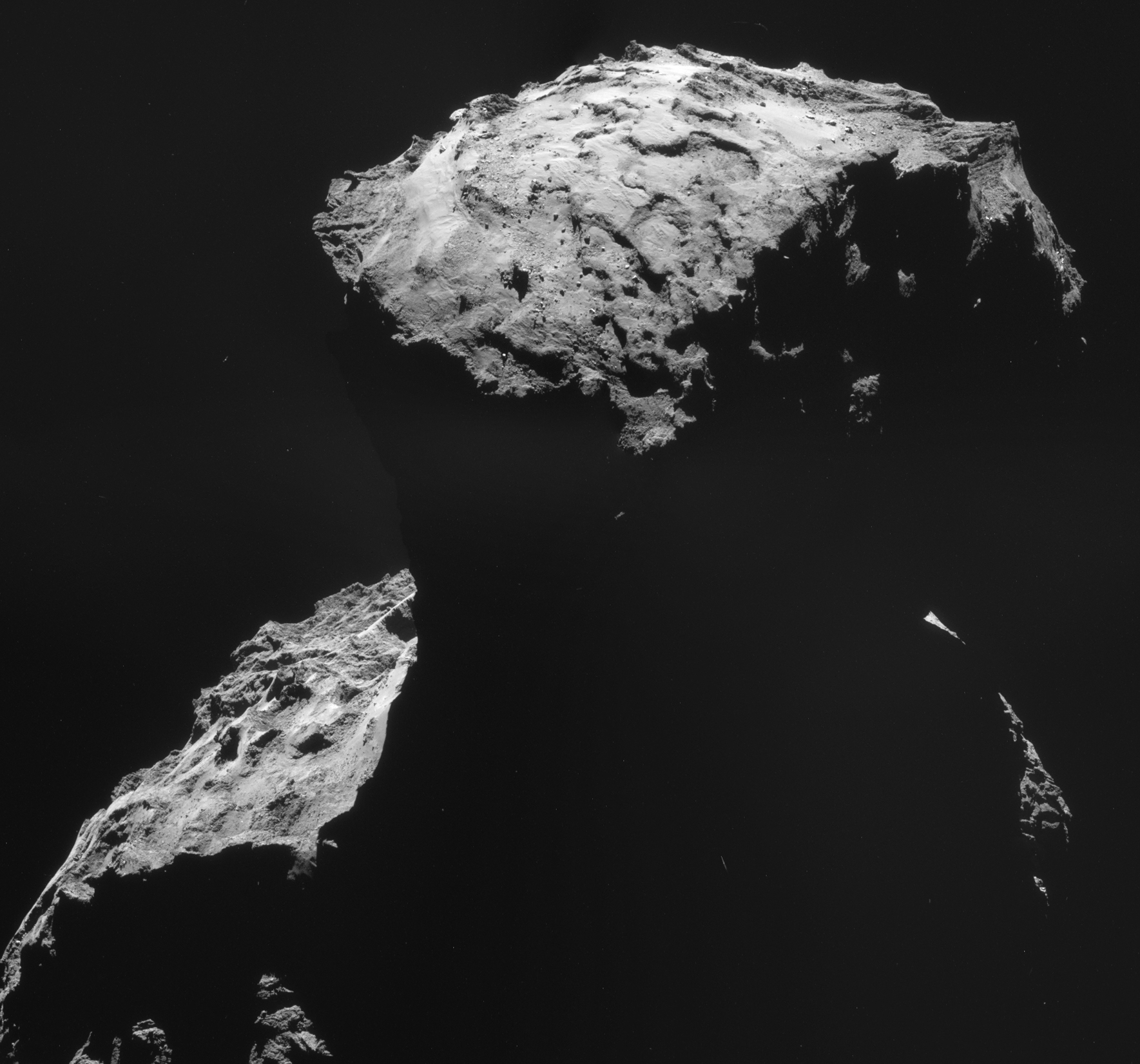
Vista del cometa desde Rosetta el 30 de octubre de 2014.
Actividad en 67P/Churyumov-Gerasimenko (créditos: ESA/ Jacint Roger)

### Artículos
- "Rosetta's Target: Comet 67P/Churyumov-Gerasimenko" por la European Space Agency (en inglés)
- "Mission to Land on a Comet" Archivado el 23 de mayo de 2019 en Wayback Machine. por la NASA (en inglés)

- Datos: Q844672
- Multimedia: 67P/Churyumov-Gerasimenko / Q844672